# ジェシー・ロドリゲス
ジェシー・ロドリゲス（Jesse Rodríguez、2000年1月20日 - ）は、アメリカ合衆国のプロボクサー。テキサス州サンアントニオ出身。現WBC・WBO世界スーパーフライ級統一王者。元IBF・WBO世界フライ級統一王者。世界2階級制覇王者。
兄は元WBA世界スーパーフライ級王者のジョシュア・フランコ。

## 来歴
2016年11月7日、ロベルト・ガルシアをトレーナーに雇い帝拳プロモーションと契約を結び、2017年3月10日にプロデビュー。
2022年1月28日、帝拳プロモーションと共同プロモートの形でエディー・ハーンのマッチルーム・スポーツ・USAと契約を交わした。

### スーパーフライ級
2022年2月5日、アリゾナ州フェニックスのフットプリント・センターでWBC世界スーパーフライ級3位のカルロス・クアドラスとWBC世界同級王座決定戦を行い、12回3-0（115-112、2者が117-110）の判定勝ちを収め王座を獲得した。当初は前座でフェルナンド・ディアスとWBC全米ライトフライ級王座決定戦を行う予定だったが、メインイベントでクアドラスと対戦予定だったシーサケット・ソー・ルンヴィサイが病欠により棄権した為、2階級下のロドリゲスが代役として急遽階級を上げて対戦することになった。
2022年6月25日、テキサス州サンアントニオのテック・ポート・アリーナで元WBC世界スーパーフライ級王者でWBC世界同級2位のシーサケット・ソー・ルンヴィサイとWBC世界同級タイトルマッチを行い、8回TKO勝ちを収め初防衛に成功した 。試合後プロモーション契約を解除したシーサケットに代わりロドリゲスがマッチルーム・スポーツ・USAと長期契約を交わした。

### フライ級
2022年10月26日、フライ級転向のため、WBC世界スーパーフライ級王座を返上した。
2023年4月8日、テキサス州サンアントニオのボーイング・センター・アット・テックポートで、WBO世界フライ級2位のクリスチャン・ゴンサレスとWBO世界同級王座決定戦を行い、12回3-0（117-111、116-112、118-110）の判定勝ちで王座獲得と2階級制覇に成功した。しかし、ロドリゲスは試合途中に顎を骨折し、手術を受けることになった。

#### 2団体王座統一
2023年12月16日、アリゾナ州グレンデールのデザート・ダイヤモンド・アリーナにてIBF世界フライ級王者のサニー・エドワーズとIBF・WBO世界同級王座統一戦を行い、9回終盤にボディジャブからの左ストレートによるカウンターでダウンを奪い、9回終了のゴングが鳴らされた後にエドワーズが棄権したことでTKO勝ちを収め、WBO王座初防衛とIBF王座獲得に成功、2団体王座統一を果たした。

### スーパーフライ級復帰
2024年3月29日、スーパーフライ級再転向とWBC世界同級王者ファン・フランシスコ・エストラーダとの対戦を発表し、同日付でIBF・WBO世界フライ級王座を返上した。
2024年6月29日、アリゾナ州フェニックスのフットプリント・センターでWBC世界スーパーフライ級王者のファン・フランシスコ・エストラーダとWBC世界同級タイトルマッチを行い、4回にダウンを奪い、6回にダウンを奪われるも7回終盤に左ボディで再びダウンを奪い、7回3分KO勝ちを収め1年8ヶ月ぶりに王座に返り咲きリングマガジン王座も獲得した。
2024年8月、エストラーダが試合契約に含まれていた再戦条項を行使した。しかし、その後エストラーダは考えを変えてバンタム級への転向を決めたため、ロドリゲスとの再戦が白紙となった。
2024年11月9日、フィラデルフィアのウェルズ・ファーゴ・センターでWBC世界スーパーフライ級暫定王者のペドロ・ゲバラとWBC世界同級団体内王座統一戦を行い、3回2分47秒TKO勝ちを収めゲバラの暫定王座を吸収し団体内王座統一と初防衛に成功した。

#### 2団体王座統一
2025年7月19日、アメリカのテキサス州にて、WBO世界スーパーフライ級王者のプメレレ・カフとWBC・WBO世界同級王座統一戦を行い、カフ陣営からタオルが投入され10回2分7秒TKO勝ちを収めWBC王座2度目の防衛とWBO王座の獲得に成功、2団体王座統一を果たした。

#### 3団体王座統一へ
2025年11月22日、サウジアラビアのリヤドでWBA世界スーパーフライ級王者のフェルナンド・マルティネスとWBA・WBC・WBO世界同級王座統一戦を行う予定。

## 戦績
- アマチュアボクシング：90戦 77勝 13敗
- プロボクシング：22戦 22勝 (15KO) 無敗

| 戦           | 日付           | 勝敗 | 時間     | 内容    | 対戦相手                           | 国籍             | 備考                                                              |
| ------------ | -------------- | ---- | -------- | ------- | ---------------------------------- | ---------------- | ----------------------------------------------------------------- |
| 1            | 2017年3月10日  | ☆    | 4R       | 判定3-0 | マウリシオ・クルス                 | メキシコ         | プロデビュー戦                                                    |
| 2            | 2017年4月28日  | ☆    | 1R 1:39  | TKO     | エリック・ホバーニ・ネグレテ       | メキシコ         |                                                                   |
| 3            | 2017年6月10日  | ☆    | 4R       | 判定3-0 | ロバート・レデスマ                 | アメリカ合衆国   |                                                                   |
| 4            | 2017年11月17日 | ☆    | 2R 1:22  | KO      | ホルヘ・モスケイラ                 | メキシコ         |                                                                   |
| 5            | 2018年3月9日   | ☆    | 1R 1:33  | TKO     | サンティアゴ・サンチェス・バヤルド | アメリカ合衆国   |                                                                   |
| 6            | 2018年5月5日   | ☆    | 3R 2:18  | KO      | アルマンド・バスケス               | メキシコ         |                                                                   |
| 7            | 2018年9月30日  | ☆    | 8R       | 判定3-0 | エドウィン・レイエス               | アメリカ合衆国   |                                                                   |
| 8            | 2018年12月1日  | ☆    | 6R       | 判定3-0 | ジョスエ・モラレス                 | アメリカ合衆国   |                                                                   |
| 9            | 2019年3月16日  | ☆    | 3R 2:50  | TKO     | ラウフ・アガエフ                   | アゼルバイジャン |                                                                   |
| 10           | 2019年7月27日  | ☆    | 3R 2:23  | TKO     | セサール・ガルシア・トリホス       | メキシコ         |                                                                   |
| 11           | 2020年2月29日  | ☆    | 8R 1:10  | TKO     | マルコ・サステイタ                 | アメリカ合衆国   |                                                                   |
| 12           | 2020年9月5日   | ☆    | 1R 2:03  | KO      | ハニエル・リベラ                   | プエルトリコ     |                                                                   |
| 13           | 2020年12月12日 | ☆    | 2R 2:05  | KO      | サウル・フアレス                   | メキシコ         |                                                                   |
| 14           | 2021年10月16日 | ☆    | 4R 1:23  | KO      | ホセ・アレハンドロ・ブルゴス       | メキシコ         |                                                                   |
| 15           | 2022年2月5日   | ☆    | 12R      | 判定3-0 | カルロス・クアドラス               | メキシコ         | WBC世界スーパーフライ級王座決定戦                                 |
| 16           | 2022年6月25日  | ☆    | 8R 1:50  | TKO     | シーサケット・ソー・ルンヴィサイ   | タイ             | WBC防衛1                                                          |
| 17           | 2022年9月17日  | ☆    | 12R      | 判定3-0 | イスラエル・ゴンサレス             | メキシコ         | WBC防衛2                                                          |
| 18           | 2023年4月8日   | ☆    | 12R      | 判定3-0 | クリスチャン・ゴンサレス           | メキシコ         | WBO世界フライ級王座決定戦                                         |
| 19           | 2023年12月16日 | ☆    | 9R 終了  | TKO     | サニー・エドワーズ                 | イギリス         | IBF・WBO世界フライ級王座統一戦 IBF獲得・WBO防衛1                  |
| 20           | 2024年6月29日  | ☆    | 7R 3:00  | KO      | ファン・フランシスコ・エストラーダ | メキシコ         | WBC世界スーパーフライ級タイトルマッチ WBC・リングマガジン王座獲得 |
| 21           | 2024年11月9日  | ☆    | 3R 2:47  | TKO     | ペドロ・ゲバラ                     | メキシコ         | WBC世界スーパーフライ級王座統一戦 WBC防衛1                        |
| 22           | 2025年7月19日  | ☆    | 10R 2:07 | TKO     | プメレレ・カフ                     | 南アフリカ共和国 | WBC・WBO世界スーパーフライ級王座統一戦 WBC防衛2・WBO獲得          |
| 23           | 2025年11月22日 | -    | -        | -       | フェルナンド・マルティネス         | アルゼンチン     | WBA・WBC・WBO世界スーパーフライ級王座統一戦 試合前                |
| テンプレート |                |      |          |         |                                    |                  |                                                                   |

## 獲得タイトル
- WBC世界スーパーフライ級王座（1期目: 防衛2=返上、2期目: 防衛2）
- WBO世界フライ級王座（防衛1=返上）
- IBF世界フライ級王座（防衛0=返上）
- WBO世界スーパーフライ級王座（防衛0）
- リングマガジン世界スーパーフライ級王座